# Linia kolejowa Stralsund – Sassnitz
Linia kolejowa Stralsund – Sassnitz – zelektryfikowana magistrala kolejowa biegnąca przez teren kraju związkowego Meklemburgia-Pomorze Przednie, w północnych Niemczech. Łączy Stralsund przez Bergen auf Rügen z Sassnitz. W większości przebiega przez teren wyspy Rugia.